# Biblioteca Popular Serra i Moret
La Biblioteca Popular Serra i Moret fou una biblioteca pública de Pineda de Mar (Maresme) inclosa a l'Inventari del Patrimoni Arquitectònic de Catalunya.

## Descripció
Obra d'estil neoclàssic, de planta baixa. Arrebossada i pintada amb colors clars dona a la construcció un caràcter oficialista propi de les obre públiques. Representa les tendències més classicitzants del noucentisme.És obra de l'arquitecte Lluís Planas i Calvet.

## Història
És una de les primers biblioteques populars realitzades per la Mancomunitat de Catalunya. La primera pedra fou col·locada el 1917, però no fou inaugurada fins al 26 de juliol de 1922 essent alcalde Serra i Monet (polític i teòric socialista).